# Lynx hei
Lynx hei — вимерлий викопний вид рисі. Він був описаний у 2022 році на основі скам'янілостей пліо-плейстоценового віку, знайдених у Китаї.